# Paul le Silentiaire
Paul le Silentiaire, en latin Paulus Silentiarius, né pendant la première moitié du VIe siècle à Constantinople où il est mort aux environs de 575-580, est un chambellan, un officier silentiaire (« huissier en chef du palais », personnage chargé de faire respecter l'ordre et le silence autour de l'Empereur), du palais de l'empereur byzantin Justinien. Il serait, selon une tradition non certaine mais vraisemblable, le fils de Cyrus de Panopalis.
Il est surtout connu comme étant un poète du règne de Justinien, auteur de nombreuses épigrammes et d’une description (ekphrasis) en deux parties de la basilique Sainte-Sophie.

## Œuvre
Quatre-vingt de ses épigrammes, souvent érotiques, sont recueillies dans l’Anthologie palatine. Ces textes, écrits par un auteur chrétien fidèle à la tradition antique[évasif], sont d’une grande liberté de ton[évasif] dans l’évocation de ses amours. Ils célèbrent la beauté des femmes, mais aussi le charme de l’âge qui vient et leur auteur n’hésite pas à invoquer dieux et déesses, comme au temps du paganisme. Outre leur qualité littéraire, ces épigrammes sont aussi intéressantes pour les informations qu’elles apportent sur les plans historique et social.
Dans sa célèbre Description de Sainte-Sophie, qui se compose de deux poèmes (« Description de la Grande Église » et « Description de l'Ambon »), le Silentiaire décrit la basilique comme une prairie de marbre (à cause des différentes couleurs des marbres employés dans sa construction). Grâce à cet éloge en vers, à cette célébration élaborée de l'architecture et de la décoration de Sainte-Sophie, après la reconstruction de la coupole en 562, nous sommes en mesure d'imaginer la magnificence de cette basilique avant les pillages qu’elle a subis à plusieurs reprises au fil des siècles. Écrit à l'occasion de la consécration de cet édifice, en 563, ce poème de 1029 vers, composé de trimètres iambiques et d'hexamètres dactyliques, était certainement une commande de l'empereur Justinien lui-même ; Paul le Silentiaire a dû lire ses vers devant l'empereur pendant l'inauguration de la basilique.
Paul était contemporain et ami d’Agathias le Scolastique, autre auteur d’épigrammes, qui fournit quelques rares informations sur la vie du Silentiaire.

## Ouvrages et poèmes
- Description de Sainte-Sophie de Constantinople
- Épigrammes

### Deux épigrammes
Ces deux épigrammes sont tirées du livre V (« Épigrammes amoureuses ») de l'Anthologie palatine, dans une traduction de Philippe Renault.
Sous forme de pluie, Zeus parvint à s'immiscer 

Dans la chambre d'airain où couchait Danaé

Et la dépucela. Cette fable est sensée :

« L'or est toujours vainqueur des plus lourdes murailles. »

Oui, l'or se moque bien des obstacles de taille

Et de toutes les clés ; l'or brise le dédain :

C'est lui qui fit plier l'âme de Danaé.

C'est pareil pour l'amant : il n'est pas nécessaire

D'implorer Cythérée s'il offre un bon salaire.
— Paul Le Silentiaire, Anthologie palatine, V, 217
Je préfère à la jeunesse tes belles rides 

Je préfère tenir entre mes mains tes pommes

Un peu fléchies plutôt que des seins qui fleuronnent.

Ton automne est plus doux qu'un printemps trop subtil ;

Ton hiver est plus chaud qu'un été juvénile.
— Paul Le Silentiaire, Anthologie palatine, V, 258

#### Traductions
- (grc + fr) Paul Le Silentiaire (présentation et traduction de Pierre Chuvin et Marie-Christine Fayant), Description de Sainte-Sophie de Constantinople, Die, Éditions A Die, 998, 167 p. (ISBN 978-2-908-73017-3, présentation en ligne)
- Anthologie grecque (préface et notes par Pierre Laurens ; différents traducteurs), Paris, Les Belles Lettres, coll. « 100 ans », 2022 (1re éd. 2019), 710 p. (ISBN 978-2-251-44927-2), v. Index des auteurs, s.v. "Paul le Silentiaire", p. 699

#### Études
- Robert Petitpré, Jean Peyras Jean, « Aux origines de la spiritualité orthodoxe : la seconde inauguration de Sainte-Sophie de  Constantinople », dans Histoire, espaces et marges de l'Antiquité : hommages à Monique Clavel-Lévêque, t. 4, Besançon, Institut des Sciences et Techniques de l'Antiquité, 2005 (lire en ligne), p. 51-92